# Desenvolvimento Sustentável de Software
O DSS (Desenvolvimento Sustentável de Software) é um estilo de desenvolvimento de sistemas digitais onde é priorizado o reuso de código fonte para evitar retrabalho. A ideia do nome vem das teorias de sustentabilidade onde é priorizada a minimização de uso de recursos, sendo esta teoria muito conhecida pelo boom da sustentabilidade ambiental ocorrido nos últimos anos.

## Histórico
O DSS se baseia no princípio de não repetir o que você mesmo ou outra pessoa já desenvolveu (Don't repeat yourself), prática que era comum nos anos 80/90, época onde teorias como o DSS ainda não eram tão difundidas.
As coisas começaram a mudar depois da grande adesão da comunidade mundial de desenvolvedores ao desenvolvimento de Software Livre, que consiste basicamente na ideia de abrir o código desenvolvido para quem quiser utilizá-lo, seguindo as diretivas de uma licença de software. Este movimento acabou gerando uma biblioteca de códigos gigantes, aumentando a possibilidade de reuso de código antes restrita aos sistemas fechados de grandes empresas, favorecendo o DSS.

## Exemplos de DSS
Existem várias maneiras de se realizar o DSS, alguns exemplos podem ser:

### Orientação a Objetos[1]
Embora não seja um paradigma de programação novo, a Orientação à Objetos tornou possível técnicas muito úteis ao DSS, como modularização e encapsulamento de códigos dentro de classes de objetos reutilizáveis.

### Bibliotecas de códigos
Com o advento do software livre, foram criadas diversas comunidades de desenvolvedores com vontade de compartilhar seu conhecimento. Entre elas, uma das mais importantes hoje em dia é a comunidade do https://github.com/, que contém diversos projetos.

### Frameworks
Frameworks são, basicamente, sistemas utilizados para criar outros sistemas, através de configurações e personalizações que permitem gerar diversos softwares semelhantes a partir de um código comum.
Existem atualmente milhares de frameworks, porém podemos citar alguns muito utilizados:

#### Para games
- OGRE[4]
- Bullet (motor de física)[5]
- Havok[6]
- Unreal Engine[7]
- Unity[8]

#### Desenvolvimento Web
- Hibernate[9]
- JQuery[10]
- Ruby on Rails[11]
- Zend Framework[12]